# タマシギ科
タマシギ科（たましぎか、Rostratulidae）は鳥類チドリ目の科である。

## 特徴
アフリカ、熱帯アジア、オーストラリア、南米南部に生息する。
体形はシギ類に似ているが、習性や飛翔時の姿はクイナ類と似ている。1雌多雄。

## 系統と分類
レンカク科 Jacanidae と姉妹群である。互いに姉妹群となる2属に分かれる。
|            | レンカク科 Jacanidae                                                                    |
|            |                                                                                         |
| タマシギ科 | \| \| タマシギ属 Rostratula \| \| \| \| \| \| ナンベイタマシギ Nycticryphes \| \| \| \| |
|            | \| \| タマシギ属 Rostratula \| \| \| \| \| \| ナンベイタマシギ Nycticryphes \| \| \| \| |
|            | タマシギ属 Rostratula                                                                   |
|            |                                                                                         |
|            | ナンベイタマシギ Nycticryphes                                                           |
|            |                                                                                         |

|  | タマシギ属 Rostratula         |
|  |                               |
|  | ナンベイタマシギ Nycticryphes |
|  |                               |

## 属と種
国際鳥類学会議 (IOC) による。2属3種からなる。
- タマシギ属 Rostratula
  - Rostratula benghalensis, Greater Painted Snipe, タマシギ
  - Rostratula australis, Australian Painted Snipe, オーストラリアタマシギ （R. benghalensis から分離）
- Nycticryphes （Rostratula から分離）
  - Nycticryphes semicollaris, South American Painted Snipe, ナンベイタマシギ （American Painted Snipe）